# 江头乡农会旧址
江头乡农会旧址，位于中国广东省肇庆市四会市黄田镇江头上寨村东南角，为四合院布局，面积375平方米。1986年12月，列入四会市文物保护单位。2008年11月18日，列入广东省第五批文物保护单位。
1924年8月21日，陈伯忠在第一届农民运动讲习所毕业后，回广宁开展群众运动。9月12日，江头乡农会成立。